# Municipio de Marshall (Indiana)
El municipio de Marshall (en inglés: Marshall Township) es un municipio ubicado en el condado de Lawrence en el estado estadounidense de Indiana. En el año 2010 tenía una población de 4660 habitantes y una densidad poblacional de 49,53 personas por km².

## Geografía
El municipio de Marshall se encuentra ubicado en las coordenadas 38°56′56″N 86°31′10″O / 38.94889, -86.51944. Según la Oficina del Censo de los Estados Unidos, el municipio tiene una superficie total de 94.09 km², de la cual 94.07 km² corresponden a tierra firme y (0.02%) 0.02 km² es agua.

## Demografía
Según el censo de 2010, había 4660 personas residiendo en el municipio de Marshall. La densidad de población era de 49,53 hab./km². De los 4660 habitantes, el municipio de Marshall estaba compuesto por el 97.27% blancos, el 0.17% eran afroamericanos, el 0.24% eran amerindios, el 0.67% eran asiáticos, el 0.06% eran isleños del Pacífico, el 0.34% eran de otras razas y el 1.24% pertenecían a dos o más razas. Del total de la población el 1.2% eran hispanos o latinos de cualquier raza.